# Ursins
Ursins – miejscowość i gmina (commune) w zachodniej Szwajcarii, w kantonie Vaud, w okręgu (district) Jura-Nord vaudois.  

## Demografia
W Ursins mieszka 228 osób. W 2021 roku 14% populacji gminy stanowiły osoby urodzone poza Szwajcarią.